# Tadeusz Ceypek
Tadeusz Ceypek (ur. 15 maja 1904 we Lwowie, zm. 2 kwietnia 1990 w Zabrzu) – profesor nauk medycznych, otolaryngolog, bibliofil, pamiętnikarz, obrońca Lwowa.
Urodził się w rodzinie, która w 1704 r. osiedliła się we Lwowie. Szkołę podstawową i średnią ukończył w swoim rodzinnym mieście. W latach 1918–1919 jako gimnazjalista wziął udział w obronie Lwowa. W 1923 r. rozpoczął studia na Wydziale Lekarskim Uniwersytetu Jana Kazimierza Po ich ukończeniu pracował w Klinice Otolaryngologicznej, broniąc w 1931 r. pracę doktorską. W 1939 r., w miesiąc po zajęciu Lwowa przez Sowietów, dzięki prof. Teofilowi Zalewskiemu otrzymał w warunkach konspiracyjnych stopień doktora habilitowanego. W czasie okupacji należał do Armii Krajowej. W 1946 r. opuścił Lwów, osiedlając się w Zabrzu, gdzie podjął stałą pracę w ambulatorium. Równocześnie dojeżdżał z wykładami do Kliniki Otolaryngologicznej Uniwersytetu Wrocławskiego, której kierownikiem był jego lwowski kolega, prof. Wiktor Jankowski. W 1950 r. otrzymał tytuł profesora nadzwyczajnego i stanowisko kierownika Kliniki Laryngologicznej Śląskiej Akademii Medycznej, a w 1957 tytuł profesora zwyczajnego. W latach 1953–1978 był specjalistą wojewódzkim w dziedzinie laryngologii. Zainicjował powstania pierwszego na Górnym Śląsku Oddziału Otolaryngologii Dziecięcej przy Państwowym Szpitalu Klinicznym nr 2 w Zabrzu. Był autorem ok. 100 prac naukowych, promotorem 20 prac doktorskich oraz recenzentem 19 rozpraw doktorskich i 9 habilitacyjnych. Oprócz pracy na uczelni działał w krajowych i zagranicznych towarzystwach naukowych, do których należał. Był bibliofilem i artystą-fotografikiem, zgromadził prywatny zbiór książek. Pochowany na cmentarzu przy ul. Francuskiej w Katowicach, upamiętniony w Panteonie Śląskim.
Swoje wspomnienia z czasów wojny opublikował w książce Lwów w czasach trudnych. Notatki naocznego świadka.

## Odznaczenia
- Krzyż Kawalerski Orderu Odrodzenia Polski
- Medal 10-lecia Polski Ludowej[5]
- Odznaka „Za wzorową pracę w służbie zdrowia
- Złota Odznaka „Zasłużony dla Śląskiej Akademii Medycznej.